# Gouvernement de Broqueville III
Pour les articles homonymes, voir De Broqueville.
Royaume de Belgique
Renkin Theunis II
Le gouvernement de Broqueville III est un gouvernement catholique-libéral qui gouverna la Belgique du 22 octobre 1932 jusqu'au 20 novembre 1934.   
Les tensions socio-économiques consécutives à la crise de 1929 ont conduit à la chute du gouvernement Renkin et à la convocation d'élections anticipées. Les élections de 1932, qui ont porté sur le thème scolaire (choix stratégique du Parti catholique afin d'unifier ses rangs), voient la progression modeste des catholiques, des socialistes et des communistes au détriment des nationalistes flamands et des libéraux. Charles de Broqueville, qui était Premier ministre durant la Première Guerre mondiale, est chargé de former une tripartite, mais les socialistes refusent, amenant de Broqueville à reconduire la coalition catholique-libérale.   
Afin de répondre à la crise, le gouvernement augmente les impôts, diminue les allocations de chômage, réduit les dépenses ministérielles et les pensions, etc. Le libre-échangisme belge classique est cependant remis en cause et le gouvernement met en place des mesures protectionnistes et interventionnistes. Plusieurs faillites de grandes banques conduisent à mettre en place la séparation entre banques d'épargne et banques d'affaires.    
Le gouvernement peine à justifier ses propres mesures, notamment face à l'opposition socialiste. Les démocrates chrétiens sont mis à rude épreuve par les socialistes, qui les accusent de collaborer à une destruction sociale, et par les catholiques conservateurs, qui leur retirent leurs postes ministériels. Une fronde menée par certains libéraux menacent la stabilité du gouvernement à plusieurs reprises, entraînant plusieurs demandes de démission de gouvernement et plusieurs remaniements ministériels. La situation est telle qu'Albert Ier finit par condamner publiquement le manque de stabilité de l'exécutif.   
Afin de mettre en place ses mesures économiques, le gouvernement réclame les pouvoirs spéciaux. Le Parlement, réduit à ratifier les décisions du gouvernement, s'offusque et pas uniquement dans les rangs de l'opposition socialiste : la majorité est également critique vis-à-vis des pouvoirs spéciaux. Finalement, en décembre 1932, ces derniers ne seront votés que pour 15 jours au lieu des 3 mois prévus à l'origine. Les pouvoirs spéciaux seront votés une seconde fois en mai 1933 pour une durée de 3 mois, et une troisième fois en juillet 1934.   
La montée des tensions internationales, notamment avec l'arrivée d'Hitler au pouvoir en Allemagne, amène Albert Devèze, ministre libéral de la Défense nationale, à demander l'augmentation des crédits militaires afin de bâtir un système de défense frontalier ; l'augmentation des crédits militaires est votée en décembre 1933. La crainte que la France n'entraîne la Belgique dans une guerre préventive contre l'Allemagne fait l'objet de débats et entraîne de vives querelles entre les partisans d'une politique d'indépendance (comme Paul Hymans) ou d'une politique de rapprochement avec la France (comme Albert Devèze) ; la démission de Paul Hymans, aussitôt remplacé par François Bovesse (un allié de Devèze), fait gagner la ligne pro-française.    
Finalement, le gouvernement ne parvenant pas à trouver d'accord sur la politique économique, de Broqueville donne sa démission le 13 novembre 1934 et quitte définitivement la vie politique belge.

## Composition
| Ministère                                                             | Nom                     | Parti            |
| --------------------------------------------------------------------- | ----------------------- | ---------------- |
| Premier ministre et ministre de l'Agriculture et des Classes moyennes | Charles de Broqueville  | Parti catholique |
| Ministre des Affaires étrangères                                      | Paul Hymans             | Parti libéral    |
| Ministre de l'Intérieur                                               | Prosper Poullet         | Parti catholique |
| Ministre des Arts et des Sciences                                     | Maurice Auguste Lippens | Parti libéral    |
| Ministre des Communications                                           | Pierre Forthomme        | Parti libéral    |
| Ministre des PTT                                                      | François Bovesse        | Parti libéral    |
| Ministre de la Justice                                                | Paul-Émile Janson       | Parti libéral    |
| Ministre des Finances                                                 | Henri Jaspar            | Parti catholique |
| Ministre des Travaux publics                                          | Gustave Sap             | Parti catholique |
| Ministre de l'Industrie, du Travail et de la Prévoyance sociale       | Hendrik Heyman          | Parti catholique |
| Ministre de la Défense nationale                                      | Georges Theunis         | Parti catholique |
| Ministre des Colonies                                                 | Paul Tschoffen          | Parti catholique |

## Remaniements
- 17 décembre 1932 :
  - Charles de Broqueville (Parti catholique) dénonce la compétence de l'agriculture et des classes moyennes à Gustave Sap (Parti catholique)
  - Maurice Auguste Lippens (Parti libéral) est ministre de l'instruction publique au lieu de ministre des arts et des sciences
  - Prosper Poullet (Parti catholique) est nommé ministre des  PTT, en succession de  François Bovesse (Parti libéral)
  - Hendrik Heyman démissionne et est  remplacé par Philip Van Isacker pour l'industrie et le travail et par Henry Carton de Wiart pour la prévoyance sociale
  - Georges Theunis (Parti catholique) démissionne comme ministre de la Défense nationale et est remplacé par Albert Devèze (Parti libéral)
- 10 janvier 1934:
  - Frans Van Cauwelaert (Parti catholique) est nommé ministre de l'Industrie, des Classes moyennes et du Commerce extérieur
  - Prosper Poullet démissionne comme ministre des PTT et est remplacé par Victor Maistriau (Parti libéral)
- 12 juin 1934 :
  - Paul Hymans (Parti libéral) démissionne comme ministre des Affaires étrangères et est remplacé par Henri Jaspar (Parti catholique)
  - Prosper Poullet (Parti catholique) démissionne comme ministre de l'Intérieur et est remplacé par Hubert Pierlot (Parti catholique)
  - Gustave Sap (Parti catholique) démissionne comme ministre de l'Agriculture et des Classes moyennes et est remplacé  par Frans Van Cauwelaert (Parti catholique)
  - Paul-Émile Janson démissionne comme ministre de la Justice et est remplacé par François Bovesse (Parti libéral)
  - Henri Jaspar (Parti catholique) démissionne comme ministre des Finances et est remplacé par Gustave Sap (Parti catholique)
  - Gustave Sap (Parti catholique) démissionne comme ministre des travaux publics et est remplacé par Pierre Forthomme (Parti libéral)
  - François Bovesse (Parti libéral) comme ministre des PTT et Pierre Forthomme (Parti libéral) comme ministre des Transports démissionnent et sont remplacés par Octave Dierckx (Parti libéral)
  - Jules Ingenbleek (Parti libéral) et Paul Van Zeeland (Parti catholique) sont nommés ministre sans portefeuille.